# КК Макаби Тел Авив
КК Макаби Тел Авив (хебр. מועדון כדורסל מכבי תל אביב) израелски је кошаркашки клуб из Тел Авива. Део је спортског друштва Макаби Тел Авив. Из спонзорских разлога назив клуба тренутно гласи Макаби Плејтика. Тренутно се такмичи у Суперлиги Израела и у Евролиги.
Клуб доминира израелском кошарком, јер је освојио 57 титула првака Израела (укључујући 23 у низу између 1970. и 1992), 45 трофеја купа Израела и 9 трофеја Лига купа Израела. Освојио је и један трофеј регионалне Јадранске лиге. Макаби је један од најславнијих европских клубова са 6 освојених Евролига и укупно 15 финала овог такмичења. Клуб такође држи рекорд са највише триплих круна — укупно шест.

## Успеси

### Национални
- Првенство Израела:
  - Првак (57 — рекорд): 1954, 1955, 1957, 1958, 1959, 1962, 1963, 1964, 1967, 1968, 1970–1992, 1994–2007, 2009, 2011, 2012, 2014, 2018, 2019, 2020, 2021, 2023, 2024.
  - Вицепрвак (7): 1960, 1961, 1966, 1969, 2008, 2010, 2013.
- Куп Израела:
  - Победник (46 — рекорд): 1956, 1958, 1959, 1961, 1963, 1964, 1965, 1966, 1970, 1971, 1972, 1973, 1975, 1977, 1978, 1979, 1980, 1981, 1982, 1983, 1985, 1986, 1987, 1989, 1990, 1991, 1994, 1998–2006, 2010, 2011, 2012, 2013, 2014, 2015, 2016, 2017, 2021, 2025.
  - Финалиста (8): 1962, 1969, 1996, 1997, 2008, 2018, 2023, 2024.
- Лига куп Израела:
  - Победник (11 — рекорд): 2007, 2010, 2011, 2012, 2013, 2015, 2017, 2020, 2021, 2022, 2024.
  - Финалиста (5): 2009, 2014, 2016, 2019, 2023.

### Међународни
- Евролига:
  - Првак (6): 1977, 1981, 2001, 2004, 2005, 2014.
  - Финалиста (9): 1980, 1982, 1987, 1988, 1989, 2000, 2006, 2008, 2011.
- Интерконтинентални куп:
  - Победник (1): 1980.
  - Финалиста (1): 2014.
- Јадранска лига:
  - Победник (1): 2012.
  - Финалиста (1): 2003.
- Куп Рајмунда Сапорте:
  - Финалиста (1): 1967.
- Трипла круна:
  - Освајач (6): 1977, 1981, 2001, 2004, 2005, 2014.

## Учинак у претходним сезонама
| Сез.     | Првенство Израела | Куп Израела  | Лига куп Израела | Регионално такмичење      | Европско такмичење      |
| -------- | ----------------- | ------------ | ---------------- | ------------------------- | ----------------------- |
| 2009/10. | Вицепрвак         | Победник     | Победник         | —                         | Евролига — Четвртфинале |
| 2010/11. | Првак             | Победник     | Победник         | —                         | Евролига — Финалиста    |
| 2011/12. | Првак             | Победник     | Победник         | Јадранска лига — Победник | Евролига — Четвртфинале |
| 2012/13. | Вицепрвак         | Победник     | Победник         | —                         | Евролига — Четвртфинале |
| 2013/14. | Првак             | Победник     | Финалиста        | —                         | Евролига — Победник     |
| 2014/15. | Полуфинале ПО     | Победник     | Победник         | —                         | Евролига — Четвртфинале |
| 2015/16. | Полуфинале ПО     | Победник     | —                | —                         | Евролига — Топ 24       |
| 2016/17. | Полуфинале ПО     | Победник     | Финалиста        | —                         | Евролига — 14. место    |
| 2017/18. | Првак             | Финалиста    | Победник         | —                         | Евролига — 10. место    |
| 2018/19. | Првак             | Четвртфинале | Четвртфинале     | —                         | Евролига — 10. место    |
| 2019/20. | Првак             | Четвртфинале | Финалиста        | —                         | Евролига (прекинуто)    |
| 2020/21. | Првак             | Победник     | Победник         | —                         | Евролига — Четвртфинале |
| 2021/22. | Полуфинале ПО     | Полуфинале   | Победник         | —                         | Евролига — Четвртфинале |
| 2022/23. | Првак             | Финалиста    | Победник         | —                         | Евролига — Четвртфинале |
| 2023/24. | Првак             | Финалиста    | Победник         | —                         | Евролига — Четвртфинале |
| 2024/25. | —                 | Победник     | —                | —                         | Евролига                |

## Познатији играчи
| - Вендел Алексис - Алан Андерсон - Карлос Аројо - Мејсио Бастон - Естебан Батиста - Дејвид Блу - Маркус Браун - Ендру Визнески - Никола Вујчић - Чак Ејдсон - Лиор Елијаху - Андрија Жижић - Џо Инглс - Симас Јасаитис - Шарунас Јасикевичијус - Горан Јеретин | - Вонтиго Камингс - Омри Каспи - Стефон Лазме - Маћеј Лампе - Кит Ленгфорд - Дејвид Логан - Никола Лончар - Алекс Марић - Милан Мачван - Ник Кејнер-Медли - Јогев Охајон - Теодорос Папалукас - Џереми Парго - Ентони Паркер - Дарко Планинић - Гај Пнини | - Велибор Радовић - Здравко Радуловић - Тајрис Рајс - Брајан Рендл - Тејлор Рочести - Девин Смит - Софоклис Схорцијанитис - Алекс Тајус - Радисав Ћурчић - Џордан Фармар - Диор Фишер - Јотам Халперин - Ричард Хендрикс - Рики Хикман - Шон Џејмс |

## Познатији тренери
- Дејвид Блат
- Винко Јеловац
- Невен Спахија